# Jessica (1961)
Jessica ist eine 1961 in Italien gedrehte, französisch-italienische Filmkomödie von Jean Negulesco mit Angie Dickinson in der Titelrolle einer munteren Witwe und Hebamme, die den Männern eines sizilianischen Dorfes die Köpfe verdreht. An ihrer Seite spielen Maurice Chevalier und Gabriele Ferzetti die männlichen Hauptrollen.

## Handlung
Jessica ist eine schlanke, langbeinige und ziemlich attraktive Amerikanerin, die sich mit ihrem Ehemann auf Hochzeitsreise in Sizilien befand. Dort ist dieser völlig überraschend gestorben, und die noch junge Witwe hat sich entschlossen, hier zu bleiben. Als gelernte Hebamme hofft sie, an diesen sonnendurchfluteten, südlichen Gefilden ein neues Leben aufbauen zu können. Doch dank ihrer fröhlich-sinnlichen Ausstrahlung und ihres luftigen Outfits starren ihr bald sämtliche Männer des Dorfes Forza d’Agro hinterher und sie verdreht ihnen reihenweise die Köpfe, wenn sie lachend mit ihrer Vespa durch den Ort und die Landschaft saust. Dies kommt bei den verhärmten und weitaus weniger sinnesfrohen weiblichen Einheimischen nicht gut an. Prüde und katholisch verklemmt, rotten sie sich bald unter Führung der ältlichen, aber recht energischen Maria Lombardo zusammen, um den angeblich „unmoralischen“, „lasterhaften“ und „schädlichen“ Einfluss Jessicas auf die Moral im Allgemeinen und die Männerwelt vor Ort im Speziellen zu beenden. Lediglich in dem altersweisen und erfahrenen Priester Pater Antonio hat Jessica, die sich zurecht keiner Schuld bewusst ist, vor Ort einen väterlichen und verständnisvollen Freund gefunden.
Die biestige Maria Lombardo und das Gros der anderen Frauen von Forza d'Agro beginnen nun ziemlich subtil, Jessica das Wasser abzugraben, um ihre Männer wieder „auf Linie“ zu bringen: Man erinnert sich an die antike Geschichte von Lysistrata und tritt fortan in einen Ehestreik. Pater Antonio missbilligt diese Handlungsweise, denn Marias Plan ist ebenso simpel wie genial: Gibt es keinen Sex mehr, weil sich die Frauen ihren Männern im Bett verweigern, dann gibt es auch keine Schwangerschaften. Und wo keine Geburten anstehen, wird logischerweise auch keine Hebamme mehr benötigt. In der Zwischenzeit hat Jessica einen attraktiven jungen Mann kennen gelernt, der sehr zurückgezogen lebt. Er heißt Edmondo Raumo und behauptet von sich, ein einfacher Fischer zu sein. Doch Raumo, in Wahrheit ein Edelmann (genauer: ein Marchese), hat einen guten Grund, Jessica zu beschwindeln. Er wurde im gerade erst gut anderthalb Jahrzehnte zurückliegenden Zweiten Weltkrieg schwer verwundet und ist seitdem innerlich zerbrochen. Als Raumos Lüge herauskommt, ist Jessica derart enttäuscht, dass sie das Dorf und Sizilien für immer verlassen möchte. Doch erst durch einen im Sterben liegenden alten Mann, der stets gut zu ihr war, besinnt sie sich eines Besseren und nähert sich Raumo wieder an.

## Produktionsnotizen
Jessica entstand 1961 in Italien und feierte dort auch am 17. Januar 1962 seine dortige Premiere. Diese französisch majorisierte Produktion wurde vermutlich zuvor, noch 1961, in Frankreich herausgebracht, ein genaues Uraufführungsdatum kann jedoch derzeit nicht festgestellt werden. In Deutschland konnte man den Film erstmals am 4. Mai 1962 sehen.

## Synchronisation
| Rolle             | Darsteller        | Synchronsprecher       |
| ----------------- | ----------------- | ---------------------- |
| Jessica           | Angie Dickinson   | Brigitte Grothum       |
| Pater Antonio     | Maurice Chevalier | Walther Suessenguth    |
| Edmondo Raumo     | Gabriele Ferzetti | Friedrich Schoenfelder |
| Crupi             | Noël-Noël         | Klaus W. Krause        |
| Virginia Toriello | Kerima            | Ingrid van Bergen      |
| Luigi Tuffi       | Marcel Dalio      | Hugo Schrader          |
| Maria Lombardi    | Agnes Moorehead   | Tilly Lauenstein       |
| Filipella         | Marina Berti      | Ilse Kiewiet           |
| Nicolina Lombardo | Danielle De Metz  | Uta Hallant            |
| Antonio Risino    | Angelo Galassi    | Rainer Brandt          |

## Kritiken
„Amüsante, nicht immer geschmackssichere Komödie in schön fotografierter Mittelmeer-Landschaft.“

„Synthetisch rustikale Unartigkeit, die einige unvollkommen zusammengefügte Einflüsse offenbart.“

„Quatsch.“

Angesichts zahlloser Rollen verführerischer aber oft auch nichtsnutziger Frauen, die Angie Dickinson bis dato im amerikanischen Film verkörpert hatte, wirkte „ihre muntere, verführerische Hebamme in Jean Negulescos italienisch-französischer Komödie ‚Jessica‘ eher als Kuriosum“.